# Хамелеон (оповідання)
«Хамелеон» (рос. Хамелеон) — оповідання Антона Павловича Чехова.

## Історія публікації
Уперше оповідання опубліковано в журналі «Осколки» за № 36 від 8 вересня 1884 року за підписом «А. Чехонте». У 1886 році оповідання вдруге опубліковане в журналі «Осколки» з незначними змінами у складі збірки Чехова «Строкаті оповідання». Ще за життя Чехова оповідання перекладено болгарською, угорською, німецькою, польською, сербськохорватською, фінською і чеською мовами.. У СРСР оповідання входило до обов'язкової шкільної програми з російської літератури, у Росії «Хамелеон» входить до програми основної загальної освіти. Оповідання неодноразово було екранізовано, як в СРСР і Росії, так і за кордоном, переважно як частина фільму або серіалу разом з іншими творами Чехова.

## Сюжет
По міській базарній площі йдуть поліцейський наглядач Очумєлов з городовим. Очумєлов стає свідком інциденту на базарній площі. Золотар Хрюкін показує перед натовпом свій закривавлений палець, який вкусило цуценя хорта, господар якого невідомий, після чого цуценя скулилось від страху поруч із натовпом. Натовп з'ясовує, чи цуценя бродяче, чи належить генералу. Поліцейський наглядач у цей же час, у залежності від викриків натовпу про належність тварини, постійно змінює свою думку про щеня, то наказуючи вбити собаку, то погрожуючи золотареві Хрюкіну. У кінці оповідання з'ясовується, що цуценя належить брату генерала, який приїхав у місто відвідати родичів, після чого тварину передають служнику генерала.

## Екранізації
У 1929 році на екрани вийшов німий кіноальманах режисера Якова Протазанова «Чини та люди», який складався з трьох самостійних кіноновел. Одна з частин фільму знята за мотивами «Хамелеона». Роль Очумєлова зіграв Іван Москвін, роль Хрюкіна зіграв Володимир Попов.
У 1971 році оповідання повторно екранізоване, коли за мотивами сімох оповідань Чехова Ігор Ільїнський і Юрій Сааков зняли телевізійний фільм «Ці різні, різні, різні особи...». Усі ролі у фільмі, який складався із семи новел, зіграв Ігор Ільїнський. у 1972 році на Всесоюзному кінофестивалі за акторську роботу в цьому фільмі Ігор Ільїнський отримав першу премію.
У 2004 році знято телевізійний фільм виробництва Сербії і Чорногорії «Хамелеон» режисером Миливоє Милошевичем, який увійшов до серіалу «Смішні та інші сцени».
У 2009 році за мотивами оповідання знято російський анімаційний фільм «Очумєлов» у рамках проєкту «Російська класика — дітям».

## Переклади українською
Оповідання «Хамелеон» увійшло до першого тому тритомного зібрання перекладів Чехова українською мовою, що вийшло 1930 року у видавництві Книгоспілка. Перекладач — А. Лебедь.